# Tay Garnett
Tay Garnett (właśc. William Taylor Garnett; ur. 13 czerwca 1894 w Los Angeles, zm. 3 października 1977 tamże) – amerykański reżyser filmowy, scenarzysta i producent.

## Wybrana filmografia
aktor
- 1939: Na zawsze twój jako pilot
- 1940: Siedmiu grzeszników jako pijany marynarz
- 1975: W imię wolności jako Marshall McGee

scenarzysta
- 1920: The Quack Doctor
- 1925: Who's Your Friend
- 1928: The Cop
- 1932: Droga bez powrotu
- 1975: W imię wolności

reżyser
- 1925: Riders of the Kitchen Range
- 1929: Latający głupiec
- 1937: Niewinnie się zaczęło
- 1942: Mój ulubiony szpieg
- 1944: Pani Parkington
- 1945: Dolina decyzji
- 1946: Listonosz zawsze dzwoni dwa razy

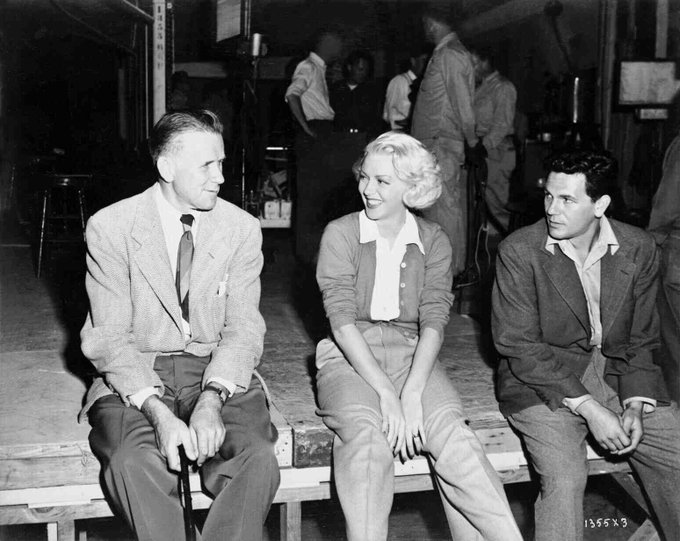
Od lewej: Tay Garnett, Lana Turner i John Garfield na planie filmu Listonosz zawsze dzwoni dwa razy (1946)

- 1970: The Delta Factor
- 1975: W imię wolności

producent
- 1938: Ucieczka w nieznane
- 1939: Slightly Honorable
- 1941: Unexpected Uncie
- 1970: The Delta Factor

## Wyróżnienia
Posiada swoją gwiazdę na Hollywoodzkiej Alei Gwiazd.